# Lithiumsulfid
Lithiumsulfid ist ein Sulfid des Lithiums und hat die Summenformel Li2S.

## Eigenschaften
Es handelt sich um einen farblosen brennbaren, hydrolyseempfindlichen und stark hygroskopischen Feststoff, der in einer Antifluoritstruktur kristallisiert.
Lithiumsulfid ist so hygroskopisch, dass es an der Luft zerfließt. Es reagiert heftig mit Wasser und bildet dabei eine alkalische Lösung:
{\displaystyle {\ce {Li2S + 8H2O -> 2[Li(H2O)4]+ + S^{2-}}}}
{\displaystyle {\ce {S^{2-}{}+ H2O <=> HS- + OH-}}}
Lithiumsulfid kristallisiert – wie das Natriumoxid Na2O – in der Antifluoritstruktur, d. h., jedes Lithiumion ist tetraedrisch von vier Sulfidionen umgeben, jedes Sulfidion kubisch von acht Kationen.
Für den Schmelzpunkt von Lithiumsulfid werden in der Fachliteratur unterschiedliche Werte angegeben: Einerseits 1372 °C, andererseits ein Bereich von 900 °C bis 975 °C.

## Herstellung
Lithiumsulfid kann in guter Reinheit aus den Elementen gewonnen werden, indem man flüssiges Ammoniak bei −33 °C als Lösungsmittel verwendet:
{\displaystyle {\ce {2Li + S -> Li2S}}}
bzw.
{\displaystyle {\ce {16Li + S8 -> 8Li2S}}}
Lithiumsulfid kann auch in reiner Form erhalten werden, wenn Lithiumhydrogensulfid im Vakuum auf 150 °C erhitzt wird:
{\displaystyle {\ce {2LiHS -> Li2S + H2S}}}

## Mögliches Vorkommen in zukünftigen Akkumulatoren
An der Entwicklung eines Lithium-Schwefel-Akkumulators wird intensiv gearbeitet. Im vollständig entladenen Zustand enthält er Lithiumsulfid, das beim Laden wieder in Schwefel umgewandelt wird. An der Verwendung von Lithiumsulfid als Bestandteil von Festelektrolyten wird geforscht.